# Ананьєва Любов Іванівна
Любов Іванівна Ананьєва (Коршунова) (23 вересня 1913, село Глухово Богородського повіту Московської губернії, тепер у складі міста Ногінська Московської області, Російська Федерація — 23 липня 1996, місто Ногінськ Московської області, Російська Федерація) — радянська діячка, прядильниця Новогребінної фабрики Глуховського текстильного комбінату імені Леніна Московської області. Депутат Верховної Ради СРСР 3—5-го скликань. Герой Соціалістичної Праці (7.03.1960).

## Життєпис
Народилася в багатодітній родині робітників-ткачів Коршунових, батько загинув під час Першої світової війни. У 1928 році закінчила шість класів школи № 1 міста Богородська Московської губернії. У 1929 році закінчила школу фабрично-заводського учнівства імені Свердлова при Глуховському текстильному комбінаті в Богородську.
З 1930 року — робітниця-підсобниця, ватерниця, прядильниця Новогребінної фабрики Глуховського текстильного (бавовняного) комбінату імені Леніна міста Ногінська. Закінчила курси підвищення майстерності, а в 1935 році — стахановську школу.
Під час німецько-радянської війни в 1941—1942 роках працювала на будівництві оборонних споруд під містом Наро-Фомінськом Московської області. Потім повернулася на фабрику, працювала інструктором виробничого навчання та начальником зміни Глуховського текстильного комбінату імені Леніна міста Ногінська.
Член ВКП(б) з 1945 року.
Потім — персональний пенсіонер у місті Ногінську. Останні роки життя провела в Ногінському будинку-інтернаті для старих та інвалідів.
Померла 23 липня 1996 року в місті Ногінську Московської області. Похована на Міському цвинтарі № 1 міста Ногінська.

## Родина
Чоловік, робітник Іван Ананьєв, загинув у бою під час німецько-радянської війни.

## Нагороди
- Герой Соціалістичної Праці (7.03.1960)
- два ордени Леніна (16.03.1949, 7.03.1960)
- орден Жовтневої Революції (5.04.1971)
- орден «Знак Пошани» (22.01.1944)
- медалі